# Skovbakken Århus
Maillots
Le Skovbakken Århus est un club danois de football basé à Århus.

## Historique
- 1927 : fondation du club sous le nom de IF Skovbakken Århus
- 1978 : 1re participation à la 1re division danoise (saison 1978)